# 雲南料理

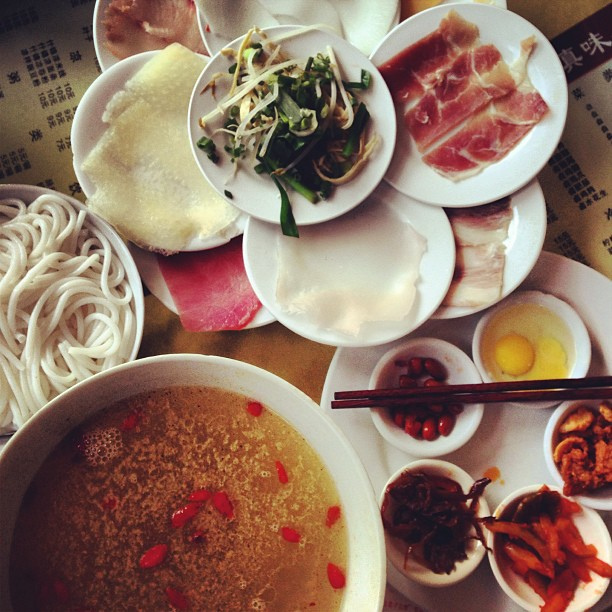
昆明名物の過橋米線

雲南料理（うんなんりょうり、中国語：雲南菜、云南菜 Yúnnán cài、滇菜 Diān cài）は、中華人民共和国雲南省の地方料理。四川料理系の漢族の料理と、ペー族、タイ族、イ族、ナシ族等の少数民族料理からなる。

## 概要
雲南省の漢族の料理は、中国の八大料理の内の四川料理に属し、唐辛子を多用するものが多いが、汽鍋鶏（チーグオジー）と呼ばれるスープ料理のように、あっさりした味付けの料理もある。食材として有名なものに各種のキノコがあり、昆明のzh:木水花野生菌市場では250種類ほどの食用菌が流通している。代表的な品種として、zh:干巴菌，鸡枞菌、牛肝菌、zh:见手青、羊肚菌、青头菌などがあり、近年は日本の影響でマツタケなども刺身で食べられる。出汁をとるのには鶏の他に、宣威火腿（雲南ハム）もよく利用される。
タイ族やペー族の料理も唐辛子を使うものが多く、共通性もある。また、昆虫食も行われており、ハチや「竹虫」（タケツトガの幼虫）、カイコの素揚げなどはレストランでも食べられる場合がある。
その他、zh:鮮花餅、過橋米線などが著名。
ペー族のルーシャン（乳扇）やルービン（乳餅）というチーズの一種も漢族料理にも取り入れられている。

## 主な料理

### 漢族
- 過橋米線 - 昆明名物のライスヌードルと各種の具を熱いスープに入れて食べる料理。
- 汽鍋鶏 - ニワトリを蒸して作るスープの一種。
- 宜良烤鴨 - アヒルのロースト。
- 石屏豆腐
- 官渡粑粑 - 昆明市官渡区のゴマ、ラッカセイ、クルミなどを砕いて包んだおやき。
- 餌絲 - ウルチ米ともち米の粉で作るうどん風の麺、ライスヌードルの一種。
- 餌饋 - ウルチ米ともち米の粉で作る薄い餅
- 巻粉 - ウルチ米ともち米の粉で作る幅広のライスヌードル。筒状に巻いて供する。
- 菠蘿飯 - パイナップルをくりぬいて、蒸したもち米あるいは黒米などを詰めたご飯料理。

### ペー族
- ルーシャンのパリパリ揚げ（炸乳扇）
- エンドウ豆のところてん風（黄豆凉粉）
- ヒヨコマメのところてん風（鶏豆凉粉）

### タイ族
- タケツトガの幼虫の素揚げ（炸竹虫）
- 鶏肉のライムハーブ和え(檸檬鶏) - タイ東北、ラオスにラープという似た料理がある。

## 画像

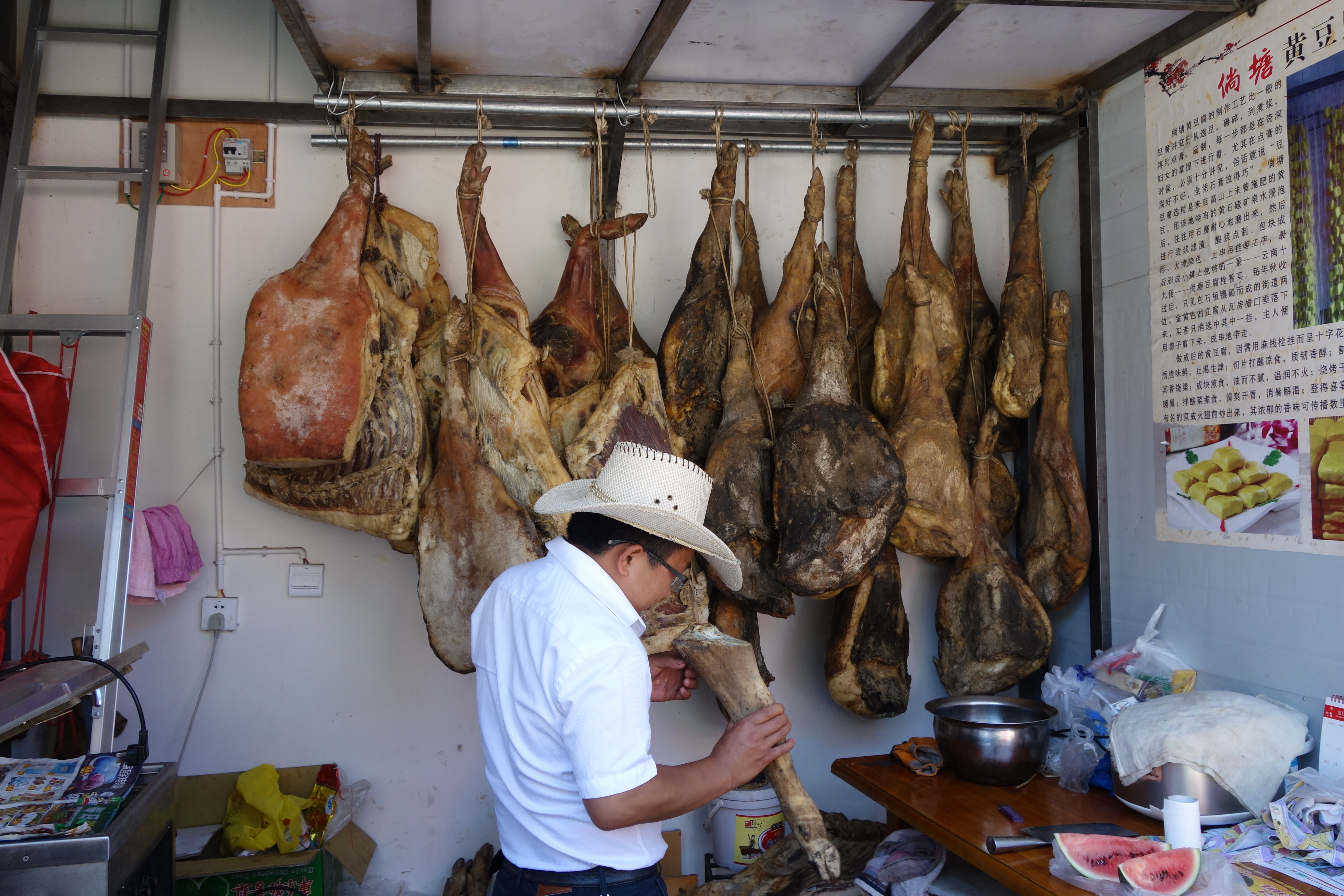
宣威火腿
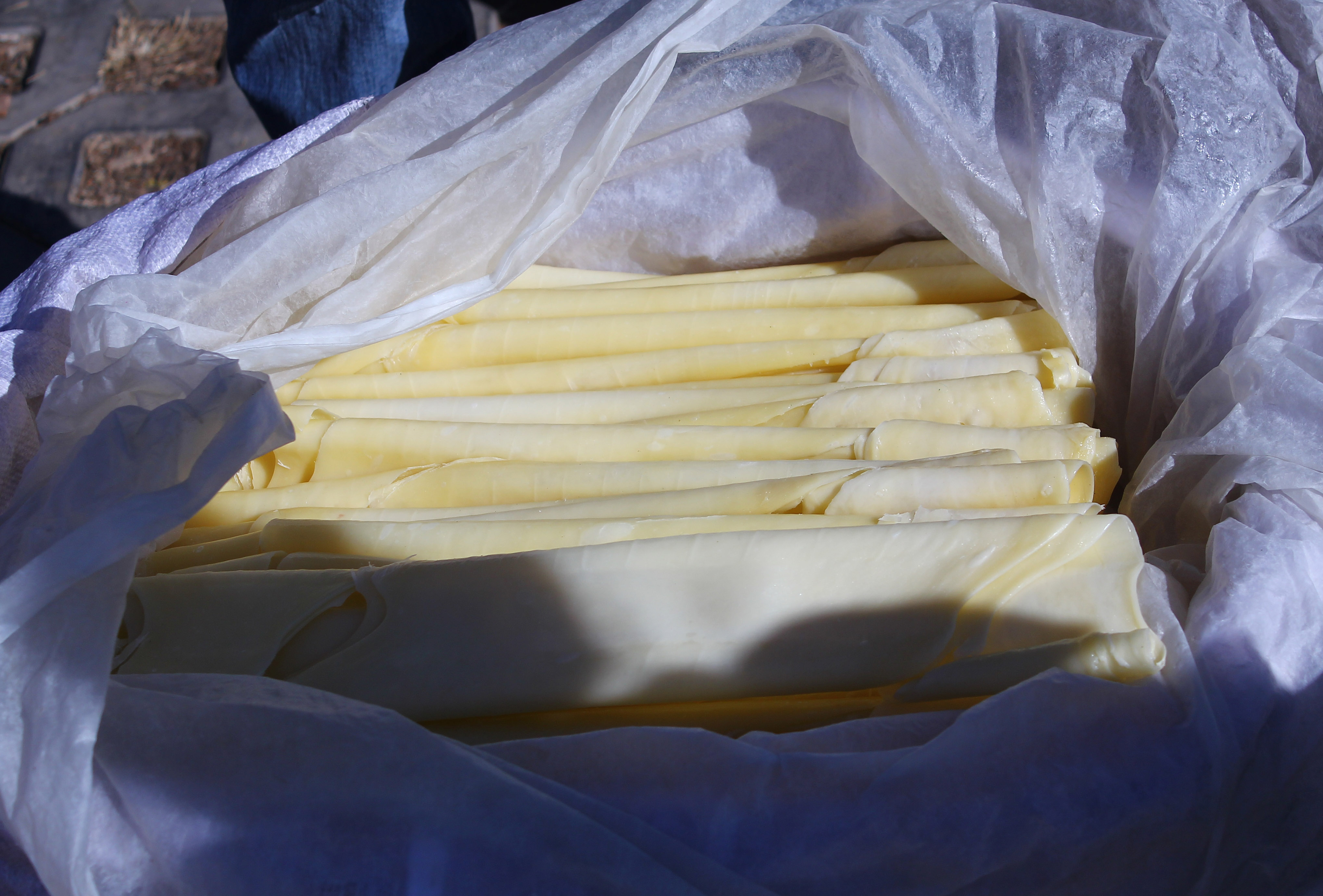
生のルーシャン
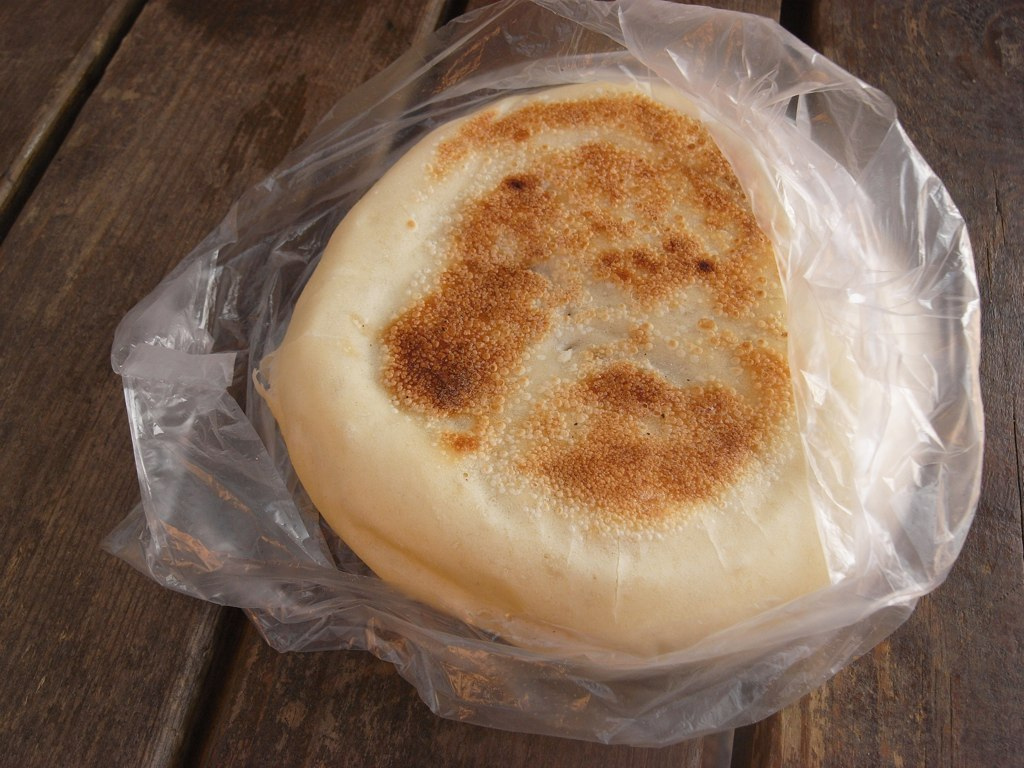
官渡粑粑
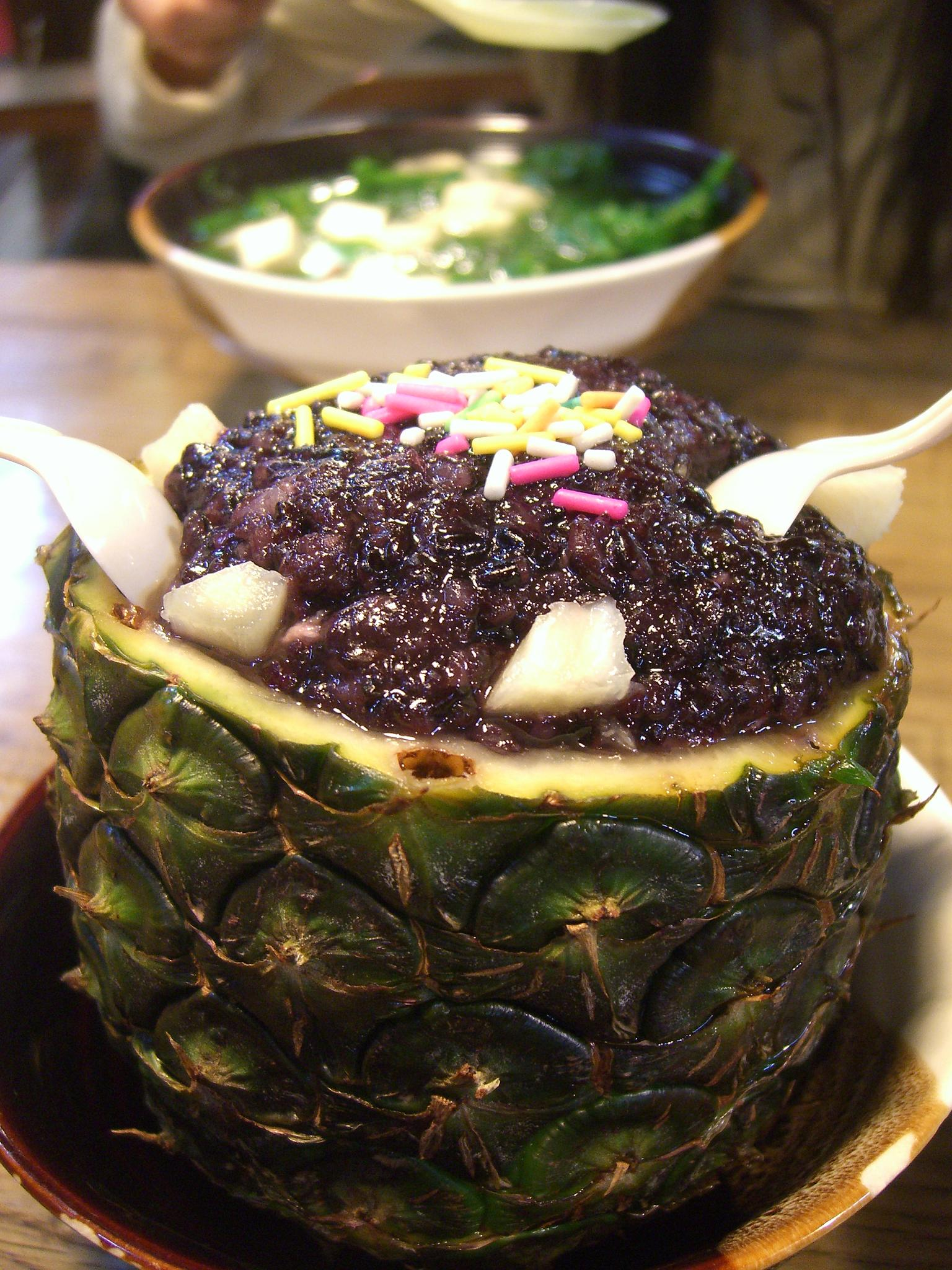
黒米ご飯のパイナップル詰め
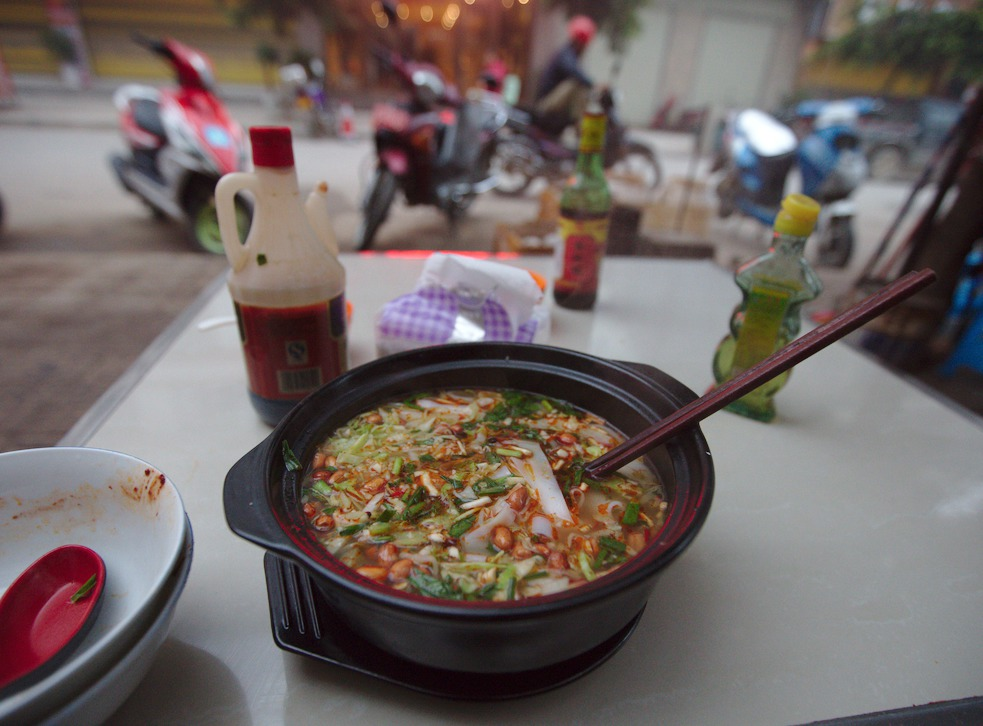
文山州の巻粉
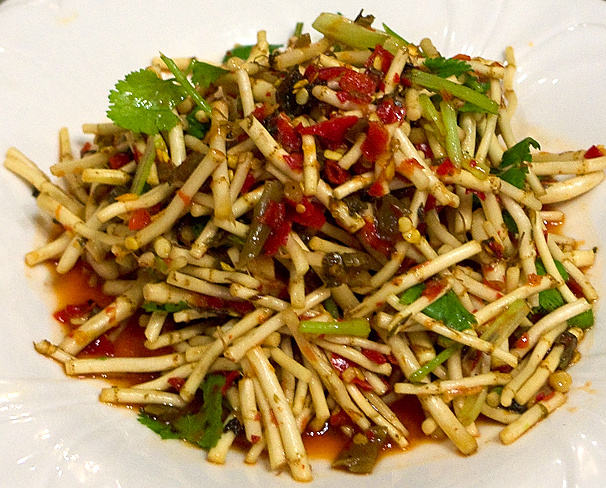
ドクダミの根（折耳根）の和え物
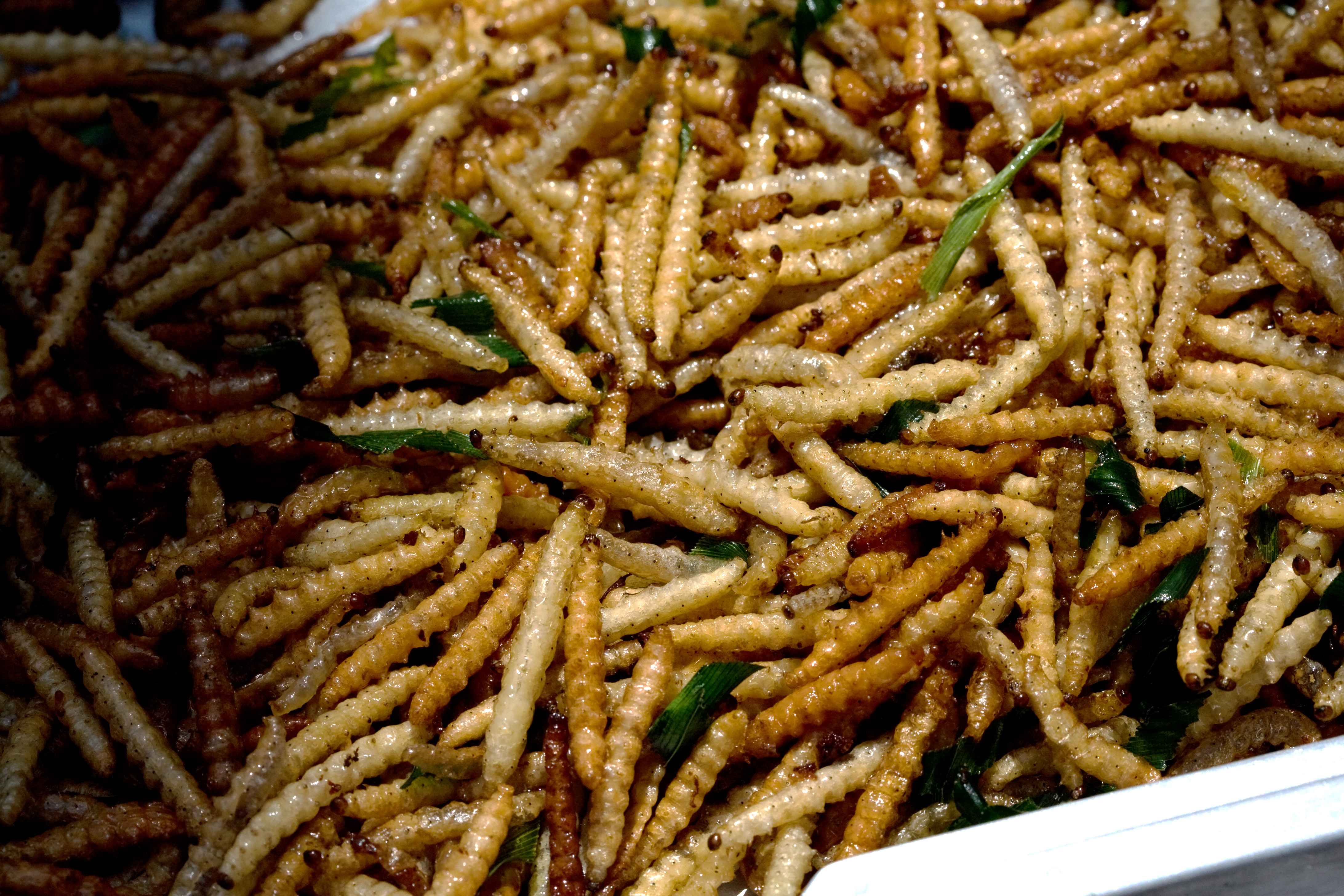
タイの竹虫素揚げ
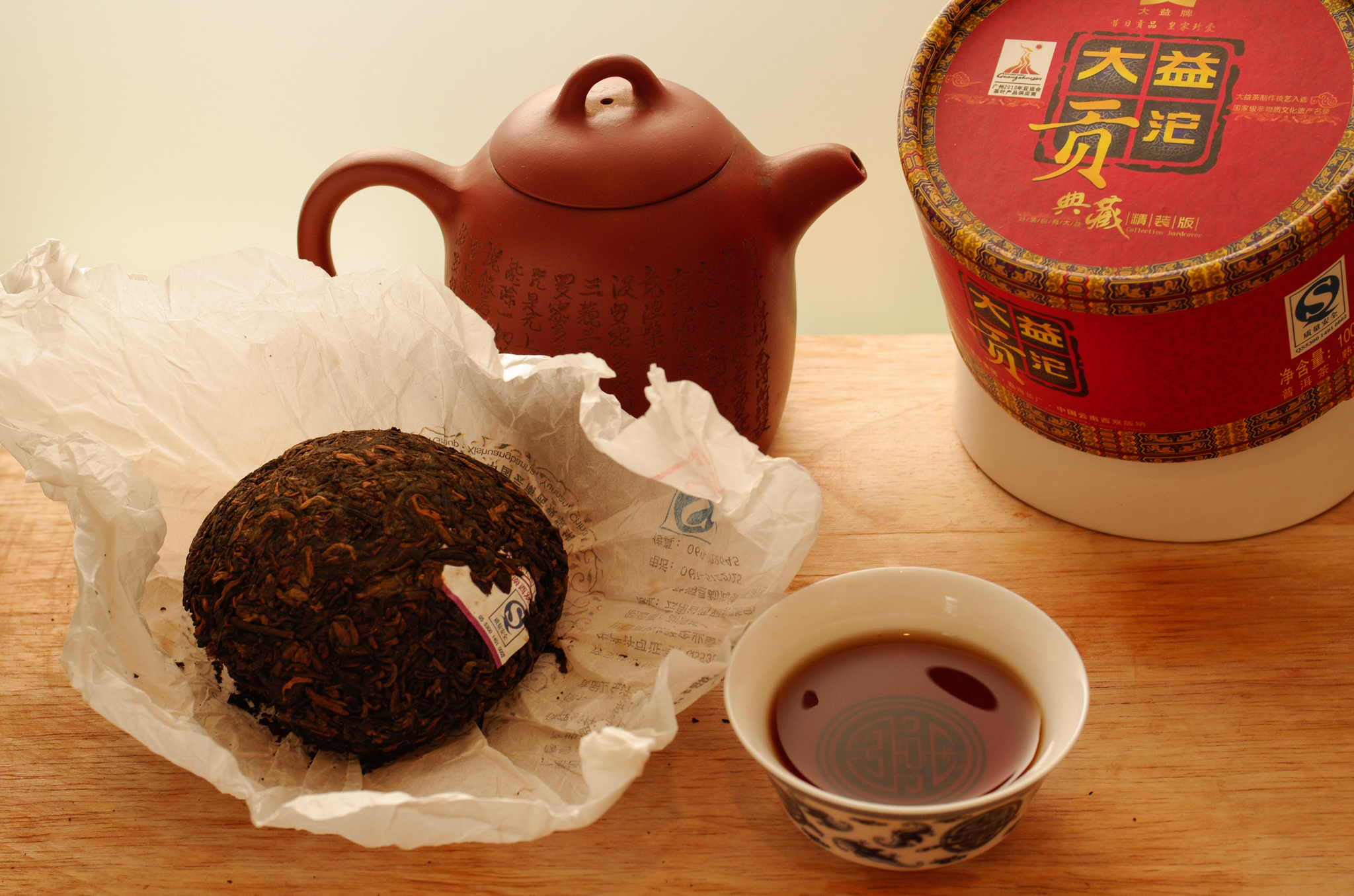
大益貢沱（プーアル茶）

## 他地方での普及
中国各地の大都市や台湾、香港などでは過橋米線を主体とした雲南料理店が少なくない。日本でも東京などには数店ある。